# Columbia Eneutseak
Nancy Helena Columbia Palmer, conocida como Columbia Eneutseak (Chicago, 16 de enero de 1893–Los Ángeles, 16 de agosto de 1959), también conocida como Nancy Columbia y Nancy Eneutseak, era una actriz esquimal (Inuit) que participó en películas mudas, conocida por escribir y protagonizar The Way of the Eskimo (1911).

## Primeros años
Nació en la Exposición Mundial Colombina de Chicago en 1893, era hija de Esther Eneutseak. Su familia era Inuit, de Labrador, y formó parte del "Pueblo Eskimo" en la exposición etnográfica. Recibió su nombre gracias a Bertha Honore Palmer, socialista de raza blanca y directora del panel de mujeres gestoras de la exposición.

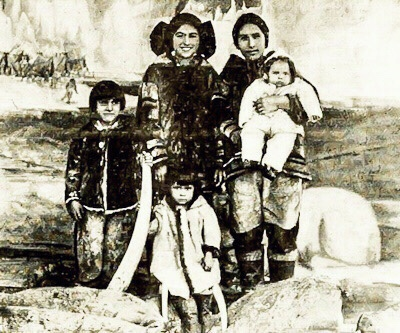
Columbia Eneutseak, en el centro, con su madre y sus tres hermanas pequeñas, de una publicación de 1911

Eneutseak era una niña cuando apareció en exposiciones similares en la Cotton States and International Exposition de Atlanta en 1895, en la Exposición Panamericana de Búfalo (Nueva York) en 1901, en espectáculos ambulantes con las compañías de circo Ringling Brothers and Barnum & Bailey Circus y en Coney Island. De 1896 a 1899, vivió en Labrador con sus abuelos. De 1899 a 1901, viajó con su familia a Inglaterra, España, Francia, Italia, y norte de África. En 1904, formó  parte del "Pueblo Eskimo" en la Exposición Universal de San Luis. Su nombre, su retrato y su biografía se incluyeron en libros de texto escolares y en otras publicaciones.

## Carrera
En 1909, Eneutseak fue votada como "Reina del Carnaval" en la exposición Alaska–Yukon–Pacific de Seattle. Después actuó en la obra The Way of the Eskimo, con la ya desaparecida compañía Selig Polyscope (1911), basada en una historia que ella misma escribió siendo adolescente. También actuó en Lost in the Arctic (1911), The Seminole's Sacrifice (1911), The Witch of the Everglades (1911), Life on the Border (1911), God's Country and the Woman (1916), The Flame of the Yukon (1917), y The Last of the Mohicans (1920).
En 1915, después de aparecer en la Exposición Universal de San Francisco, Eneutseak y su familia se mudaron a Santa Mónica (California), donde establecieron el "Pueblo Eskimo" como atracción en el parque de atracciones Ocean Park; su atracción, junto con muchas otras, fueron destruidas por el incendio que se produjo en el parque a finales de 1915. Después de casarse y de su maternidad, dirigió un edificio de apartamentos en el sur de California.

## Vida personal
Eneutseak se casó con el proyeccionista Raymond S. Melling en 1920;  tuvieron una hija, Esther Sue Melling, nacida en 1927, que se casó con el actor Ross Elliott en 1954. Eneutseak sufrió un ictus en 1948, y falleció en 1959, a los 66 años, en Los Ángeles.  Entre 2014 y 2018,  se celebró una exposición sobre ella en el Velaslavasay Panorama en Los Ángeles.